# Río Kitimat
El río Kitimat es un corto río costero de la vertiente del Pacífico de Canadá  que discurre íntegramente por la provincia de la Columbia Británica. Se origina en la cordillera Kitimat, cerca de las fuentes de los ríos Dala, Kemano, Atna y Clore. Fluye describiendo una curva hacia el norte, luego hacia el oeste y finalmente hacia el sur, desembocando en el brazo Kitimat, en la cabecera del canal Douglas, en la homónima ciudad de Kitimat.
El río lleva el nombre de los habitantes originales de las Primeras Naciones del valle del río, los gitamaat, que significa 'gente de la nieve que cae' en el idioma tsimshian.  El pueblo gitamaat no es tsimshian sino haisla. Hoy en día la nación Haisla se centra en el pueblo de Kitamaat, cerca de la desembocadura del río Kitimat.

## Curso
El río Kitimat se origina en el agua de deshielo de los glaciares en las laderas septentrionales del pico Atna. La zona también alimenta las cabeceras de los ríos Dala, Atna, Clore y Kemano. La cabecera del río Kitimat se encuentra al noroeste del Parque Provincial del Río Atna.
El Kitimat fluye en dirección norte por un valle escarpado rodeado de montañas glaciares, como el monte Davies y el glaciar Davies. El arroyo Davies se une al río Kitimat justo al norte del monte Davies. Continuando hacia el norte, el Kitimat se une al arroyo Hunter, que recoge las aguas glaciares de las altas montañas como el pico Andesita y el monte Clore. Después de esto, el Kitimat vira para fluir hacia el oeste, recogiendo varios afluentes más, como los arroyos Tetlock, McKay y Christ (que se origina en el lado norte del monte Clore).
Después de la confluencia del arroyo Christ, el río Kitimat vira hacia el sur al entrar en el amplio valle de Kitimat, que se encuentra entre los pueblos de Kitimat, al sur y, Terrace en el río Skeena, al norte. La autopista Stewart-Cassiar, o carretera 37, discurre entre Terrace y Kitimat, desviando el río Kitimat después de que entra en el valle.
A medida que fluye hacia el sur, el Kitimat se une a los arroyos Cecil, Decepción, Humphrys y Nalbeelah antes de encontrarse con el río Wedeene, que le llega desde el noroeste. El río Wedeene y su principal afluente, el arroyo Aveling, se originan en los glaciares de la montaña Wedeene y sus alrededores, los montes Light, Temple y Holt.
El parque provincial de los Humedales del Arroyo Nalbeelah está situado justo al sureste de la unión del río Kitimat y el arroyo Nalbeelah.
Justo aguas abajo de la confluencia con el Wedeene, el Kitimat se une desde el oeste con el río Little Wedeene (que se origina en el monte Madden). Drena muchos otros picos altos como el monte Clague. Justo debajo de la confluencia del río Little Wedeene y el río Kitimat discurre por el parque provincial del río Kitimatl.
Las cuencas de los ríos Wedeene y Little Wedeene se encuentran al este del parque provincial del Río Gitnadoiks.
Cuando el río Kitimat entra en las afueras de la ciudad de Kitimat se une al arroyo Hirsch, desde el este.
Finalmente el río fluye a través del pueblo de Kitimat y por la Reserva India de Kitimaat,  también conocida como Tierra de Colichan o Pueblo Viejo, y se une al arroyo Sumgás, antes de desembocar en el brazo Kitimat por la bahía de Minette, la parte más septentrional del largo fiordo del canal Douglas.  Las aguas del canal Douglas fluyen hacia el sur hasta el Wright Sound y hacia el estrecho de Hécate y el océano Pacífico.

## Historia
Antiguamente un pequeño pueblo de pescadores, la actual ciudad municipal de Kitimat fue construida en el decenio de 1950 por la compañía canadiense de aluminio (Alcan, ahora Rio Tinto Alcan) para mantener una gran fundición de aluminio. Para alimentar la fundición, Alcan construyó la presa Kenney en el río Nechako, un túnel de 16 km hasta la central eléctrica de Kemano y 82 km de líneas de transmisión hasta Kitimat, donde se construyeron una terminal y una fundición en alta mar.

## Afluentes
- Río Little Wedeene
- Río Wedeene